# Simon Höchheimer
Simon Höchheimer (* 1744 in Veitshöchheim; † 26. Mai 1828 in Fürth) war ein deutscher Mediziner und religiöser Aufklärer für die Gleichstellung der Juden.

## Leben
Der jüdische Kaufmannssohn Simon Höchheimer wurde 1744 in Veitshöchheim geboren, wo seit 1644 eine orthodoxe jüdische Landgemeinde und seit 1730 eine Synagoge bestand. Nach dem Besuch der jüdischen Elementarschule eignete er sich autodidaktisch mathematische, ökonomische und geographische Kenntnisse an. Dreißigjährig ging er nach Berlin, schlug sich als Hauslehrer durch und fand Zugang zu den Intellektuellenzirkeln um den Philosophen Moses Mendelssohn. Ausgerüstet mit einem Empfehlungsschreiben Mendelssohns hoffte er auf eine Anstellung bei dem als aufgeklärt geltenden Fürstbischof Franz Ludwig von Erthal in Würzburg (Erthal erlaubze 1786 dem Heidingsfelder Isaak Bamberger als erstem Juden das Studium der Medizin an der Würzburger Universität). Doch Höchheimers Vorschläge zur Verbesserung der sozialen Lage der Juden stießen auf taube Ohren, trotz der Befürwortung durch Franz Oberthür, Professor für Dogmatik an der Universität Würzburg.
Nach Jahren der Wanderschaft durch Franken und Bayern und einem erneuten Aufenthalt in Berlin begann er an der Universität Mainz ein Medizinstudium und erwarb schließlich als erster Jude der Albert-Ludwigs-Universität Freiburg 1791 den Doktor der Medizin.
Er veröffentlichte medizinische und pädagogische Schriften sowie Gedanken zur Emanzipation der Juden. Mit dem Drama Der Spiegel für Israeliten von 1816/17 reagierte er auf den damaligen Bühnenerfolg Unser Verkehr, eine Posse voller antijüdischer Klischees.
Nach Jahren erfolgreicher beruflicher Tätigkeit in Freiburg im Breisgau, später in fürstlichen Diensten in Wien und Mähren zog es Höchheimer erneut nach Würzburg. Eine sicher geglaubte Berufung zum offiziellen Totenbeschauer wurde ihm jedoch entzogen. In Fürth fand er schließlich eine Anstellung als Armenarzt. Bis zu seinem Tod am 26. Mai 1828 kämpfte Simon Höchheimer für die Gleichstellung der Juden mit den christlichen Bürgern.

## Werke

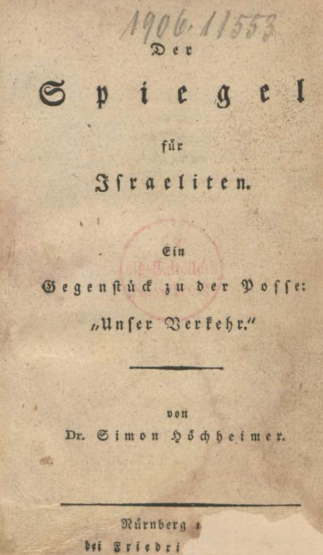
Der Spiegel für Israeliten (1817)

- Über Moses Mendelssohns Tod. Stahel, Wien/Leipzig 1786 (Digitalisat).
- Der Spiegel für Israeliten. Ein Gegenstück zu der Posse: „Unser Verkehr“.[2] Campe, Nürnberg 1817 (Digitalisat).
- Skizzen meines frühern Lebens und vom Wissenswerthen zum Civilen und religiösen Leben, nebst neuer Belehrungsart in vier Absätzen. Volkhart, Fürth 1824 (Digitalisat).